# St. Peter und Paul (Alling-Holzkirchen)

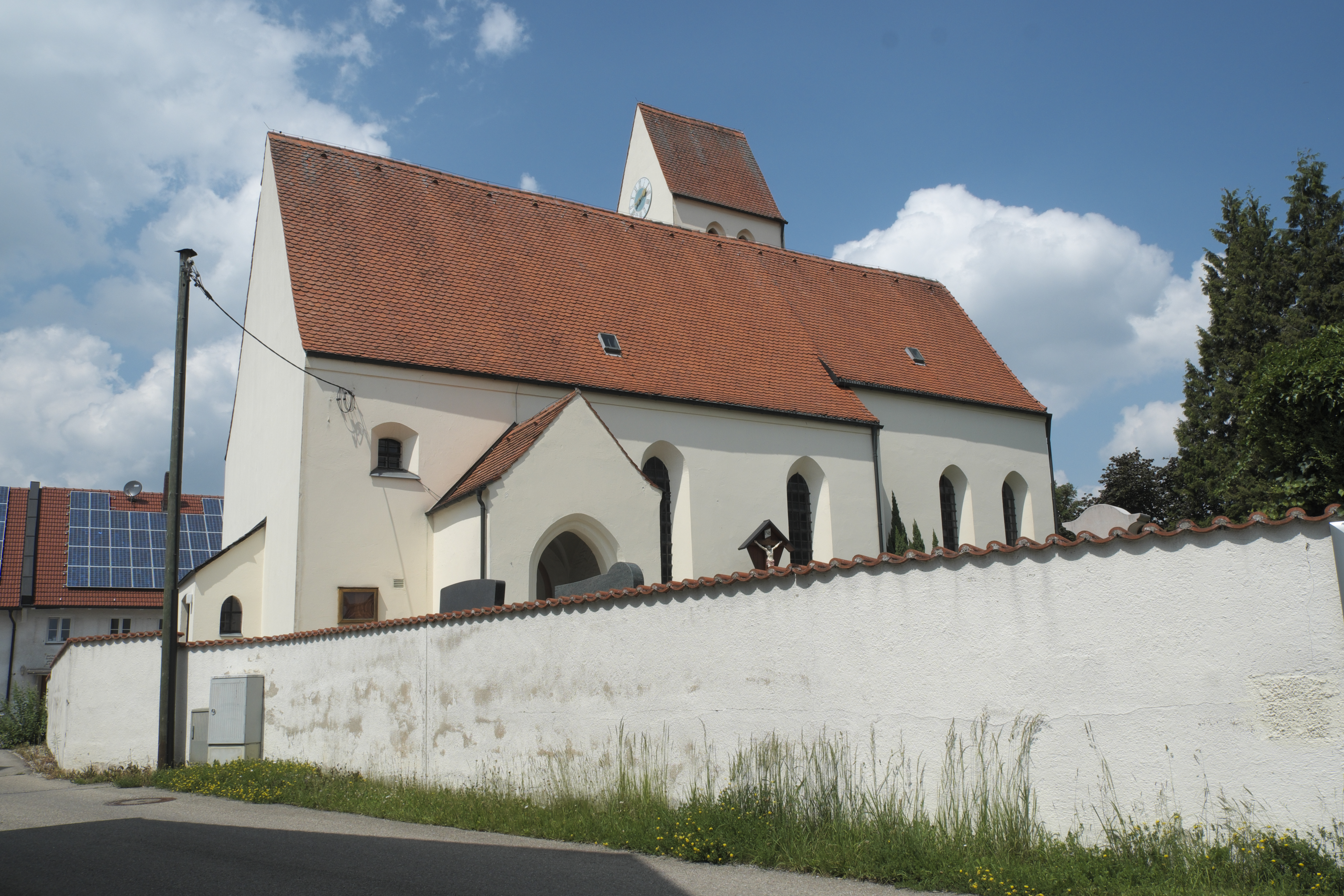
Kirche St. Peter und Paul

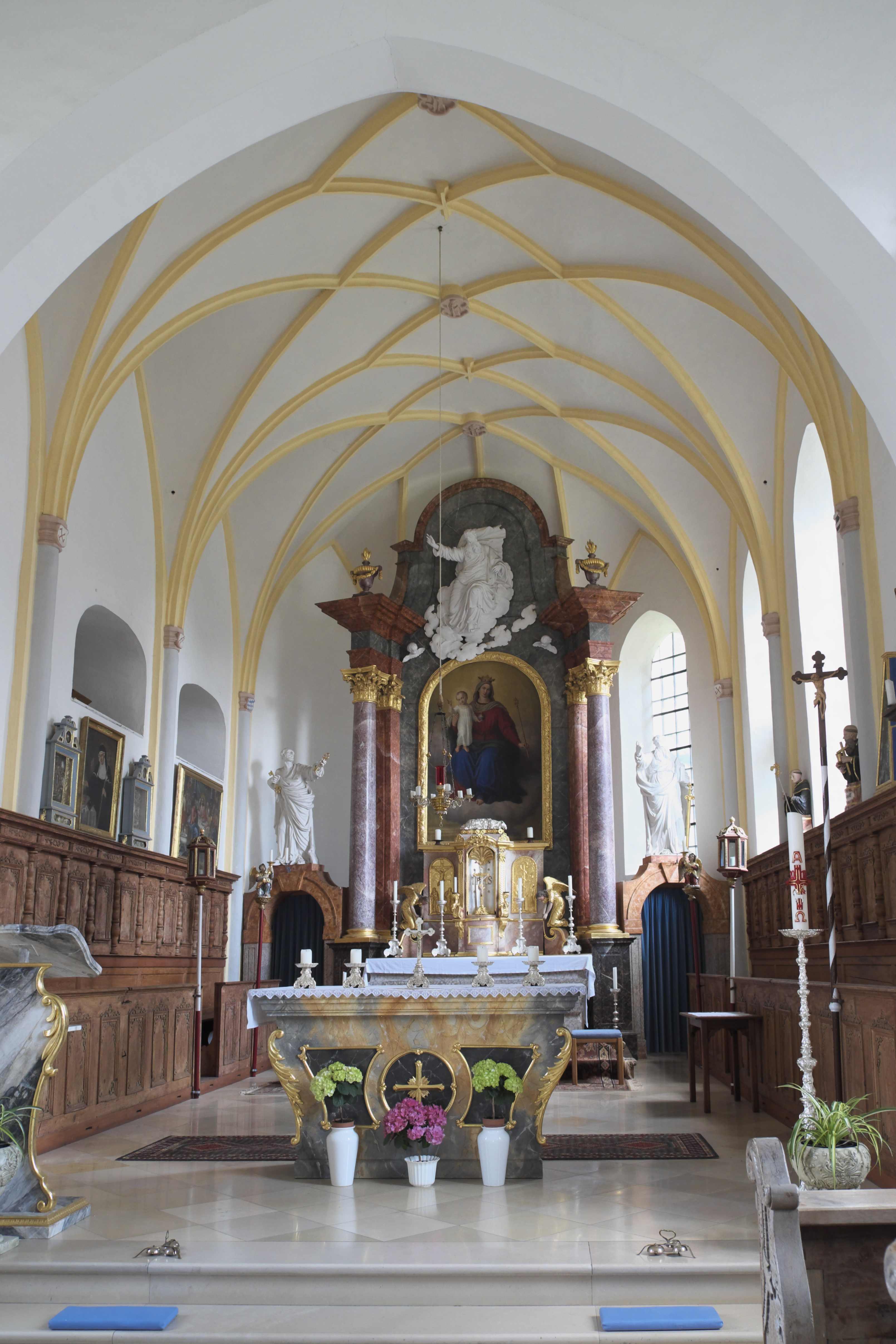
Chor

Die katholische Filialkirche St. Peter und Paul in Holzkirchen, einem Ortsteil der Gemeinde Alling im oberbayerischen Landkreis Fürstenfeldbruck, ist eine spätgotische Landkirche, die um 1520 errichtet wurde. Die Kirche ist den Aposteln Petrus und Paulus geweiht. Sie gehört zu den geschützten Baudenkmälern in Bayern.

## Geschichte
Eine erste schriftliche Erwähnung des Ortes als „Holzchirchen“ findet sich 1184/86 in den Traditionen des Klosters Schäftlarn. Im Jahr 1315 wird erstmals eine Kirche mit Friedhof als Filiale der Pfarrei Unterpfaffenhofen genannt. Reste dieses ursprünglichen, aus romanischer Zeit stammenden Kirchenbaus sind noch in der Nordmauer des Langhauses erhalten. Um 1520 wurde durch die einheimischen Baumeister Jörg Schöttl den Älteren und Jörg Schöttl den Jüngeren die heutige Kirche errichtet. Im 18. Jahrhundert wurde der Innenraum barockisiert und im Langhaus eine Flachdecke eingezogen.

## Architektur

### Außenbau
Bis zur Renovierung von 1979/80 war die Kirche ein unverputzter Sichtziegelbau, an dem die Quader der romanischen Vorgängerkirche noch zu erkennen waren. Der an der Nordseite der Kirche aufragende Glockenturm ist noch mit seinem ursprünglichen Satteldach gedeckt. Im Jahr 1719 wurde die Sakristei an den Turm angebaut. Die einstige südliche Eingangshalle wurde zu einer Kapelle umgebaut und dient seit 1952 als Kriegergedächtniskapelle. Der heutige Zugang erfolgt durch einen Vorbau, der im 19. Jahrhundert im Westen an die Kirche angefügt wurde.

### Innenraum

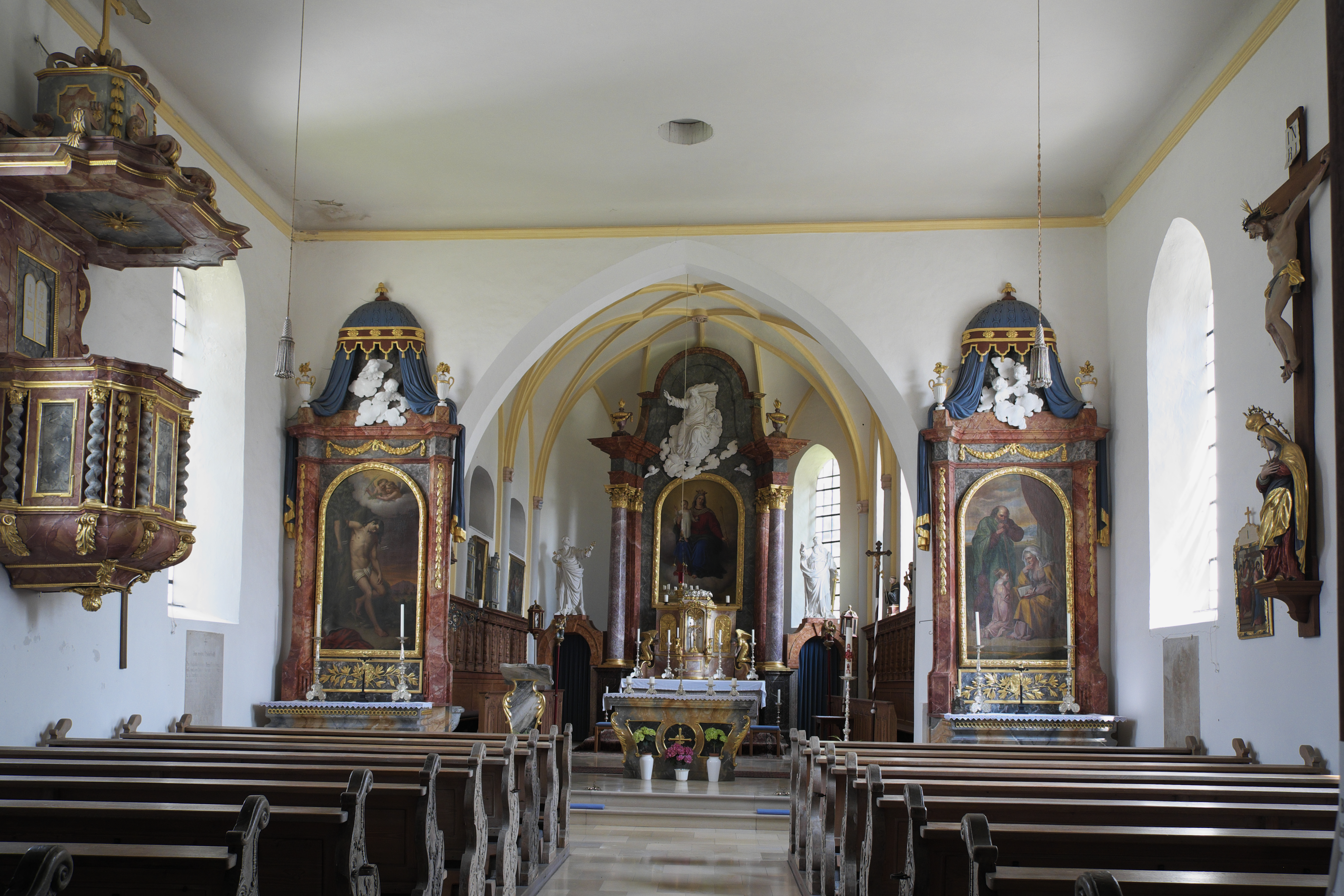
Innenraum

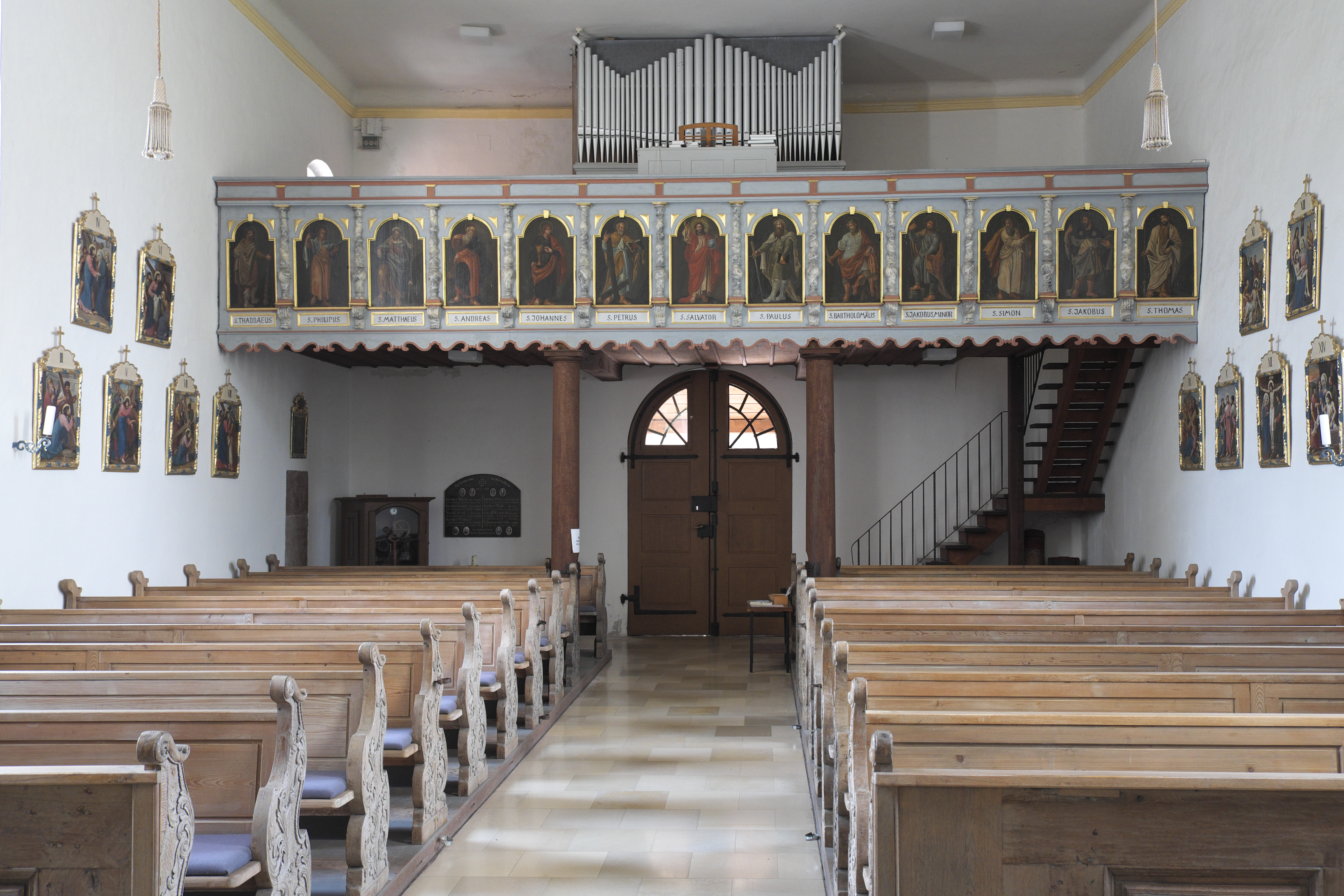
Orgelempore

Der Innenraum ist ein Saalbau mit leicht eingezogenem Chor. Im Obergeschoss der Sakristei ist das Oratorium der Hofmarksherren eingerichtet, dessen Ausstattung original erhalten ist. Das Erdgeschoss des Turmes wird von einem Sterngewölbe gedeckt, der Chor besitzt ein Netzgewölbe mit Schlusssteinen, auf denen die beiden Kirchenpatrone Petrus und Paulus und der heilige Sebastian, der als Pestheiliger verehrt wurde, dargestellt sind. Die Kapitelle der Runddienste, auf denen die Rippen des Gewölbes aufliegen, sind mit Wappen und den Handwerkermarken der beiden Baumeister, Jörg Schöttl des Älteren und Jörg Schöttl des Jüngeren, verziert.

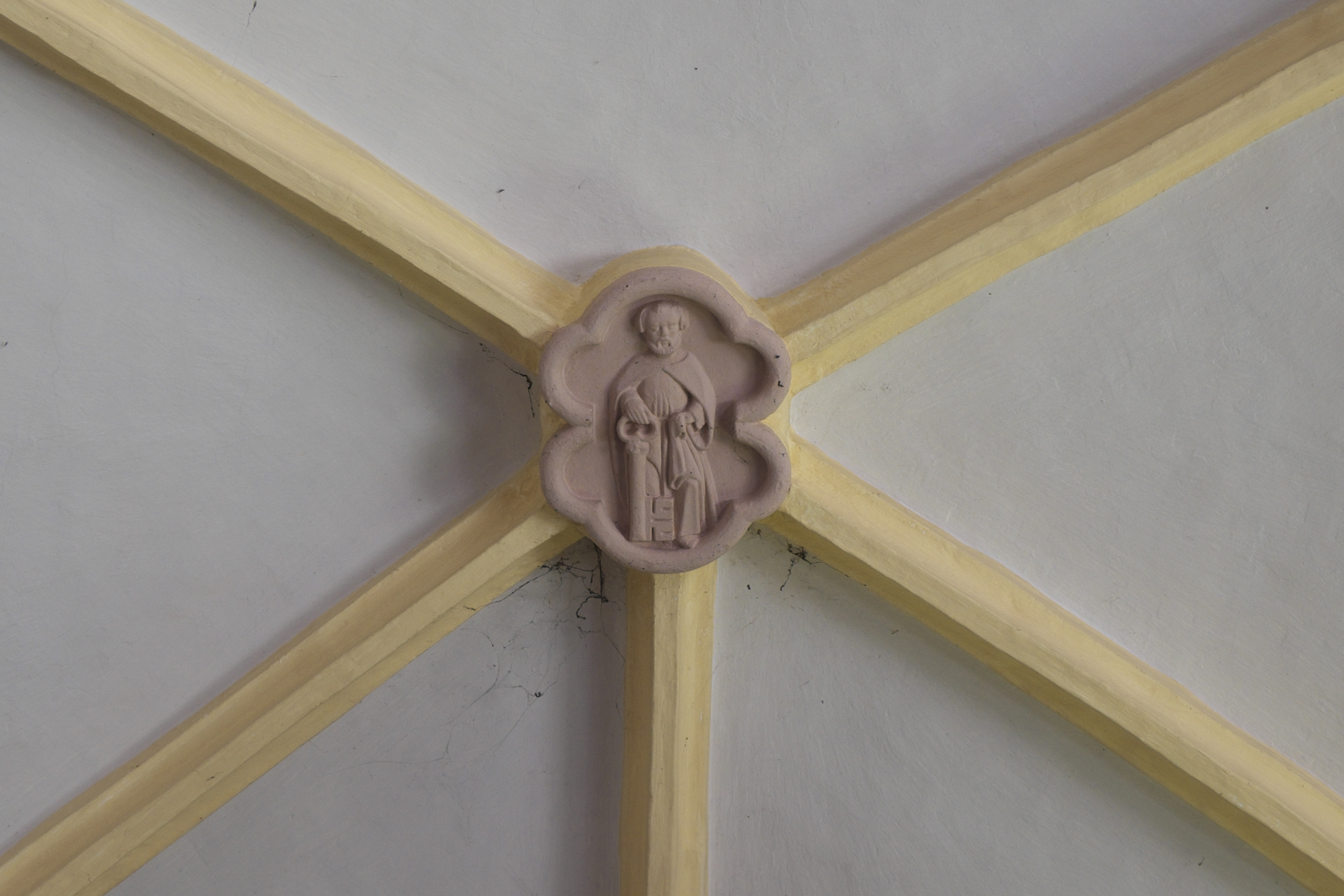
Apostel Petrus
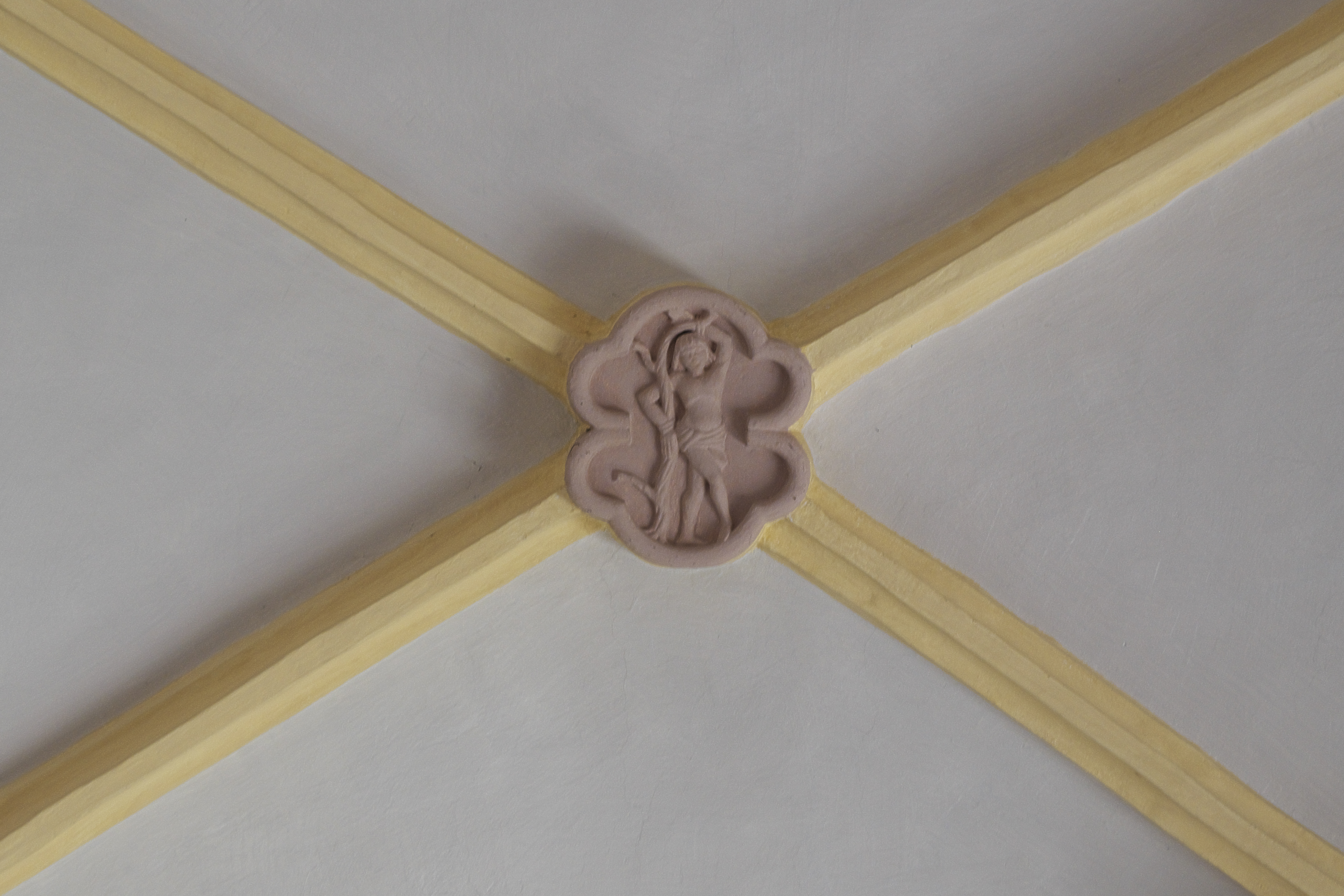
Heiliger Sebastian
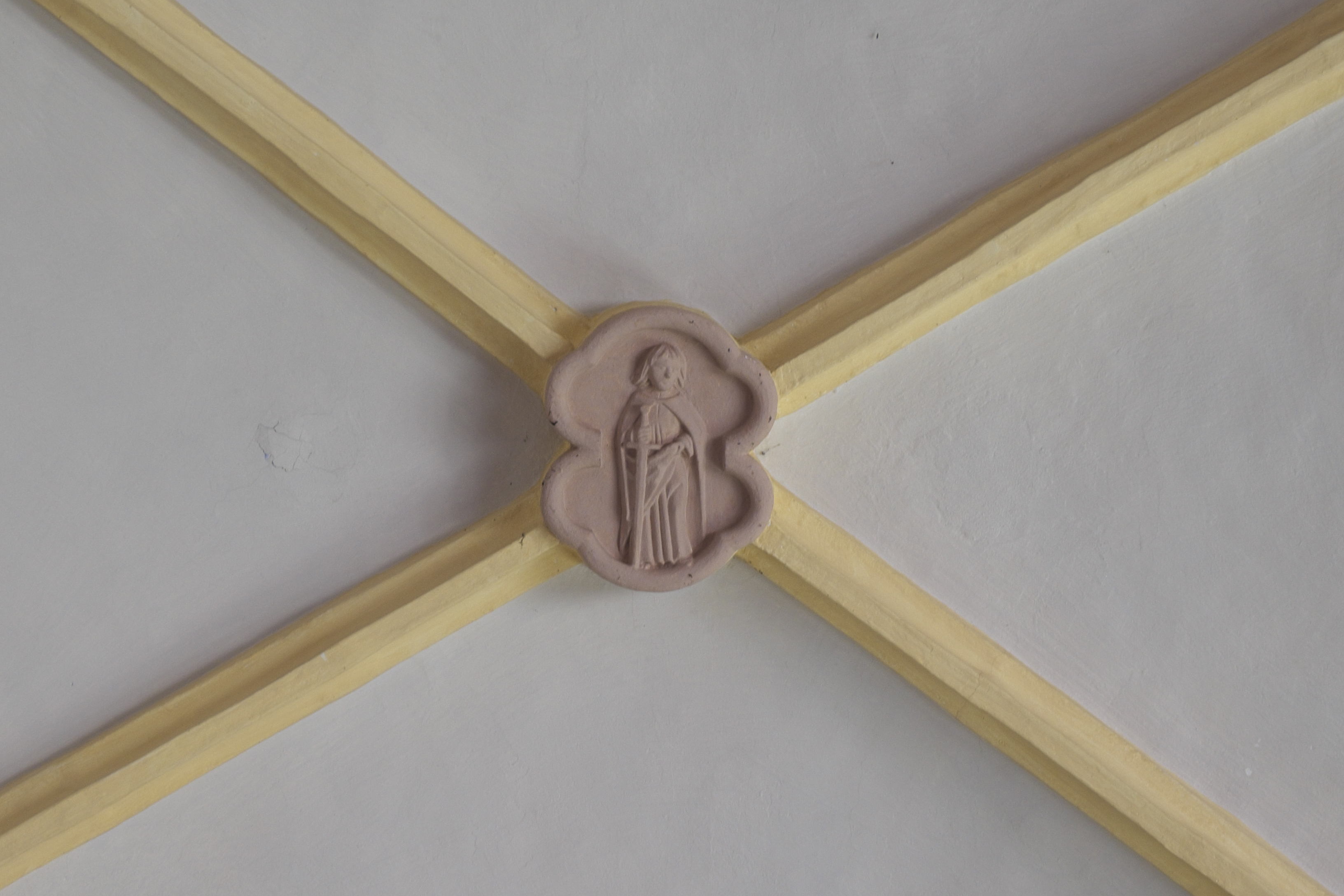
Apostel Paulus

## Bleiglasfenster

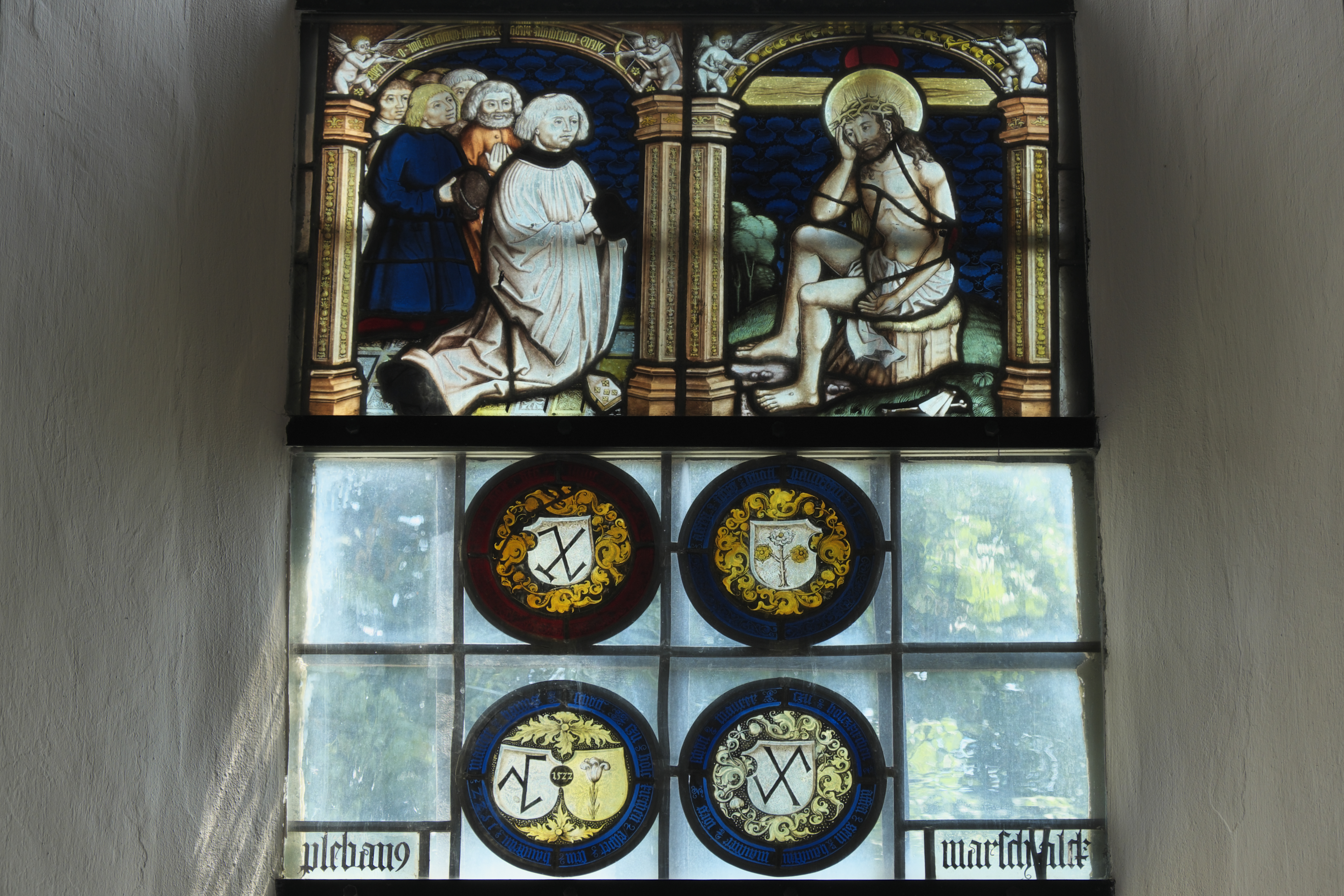
Bleiglasfenster

In der südlichen Chorwand ist ein Bleiglasfenster aus der Zeit um 1522/24 erhalten. Es stellt Christus in der Rast dar, daneben den Stifter des Fensters, den Unterpfaffenhofener Pfarrer Ulrich Marschalck, und weitere Personen. In dem Bogen darüber ist die Inschrift zu lesen: „ulricus marschalck plebanus xste mihi optata sis pro me o requies“. Von einer weiteren Inschrift sind nur noch die Fragmente „plebanus“ und „marschalck“ erhalten. Vermutlich wurden die Scheiben bei der Renovierung 1979/80 seitenverkehrt eingesetzt. Die Umschriften der vier Rundscheiben darunter, die mit den Handwerkermarken der Holzkirchner Baumeisterfamilie Schöttl versehen sind, lauten: „maister hanns schötl czu holczkirchen elspet sein hausfrau“ (unten links), „maister jörg schötl maurer czu holczkirchen affra sein hausfrau“ (unten rechts), „jörg schötl der jung 1524“ (oben links), „affra jörg schötl hausfrau 1524“ (oben rechts). In der Mitte der linken unteren Scheibe, auf der neben einem Handwerkerzeichen eine Blume dargestellt ist, steht die Jahreszahl 1522. Die rechte obere Scheibe ist nur mit einer Blume verziert.

## Ausstattung

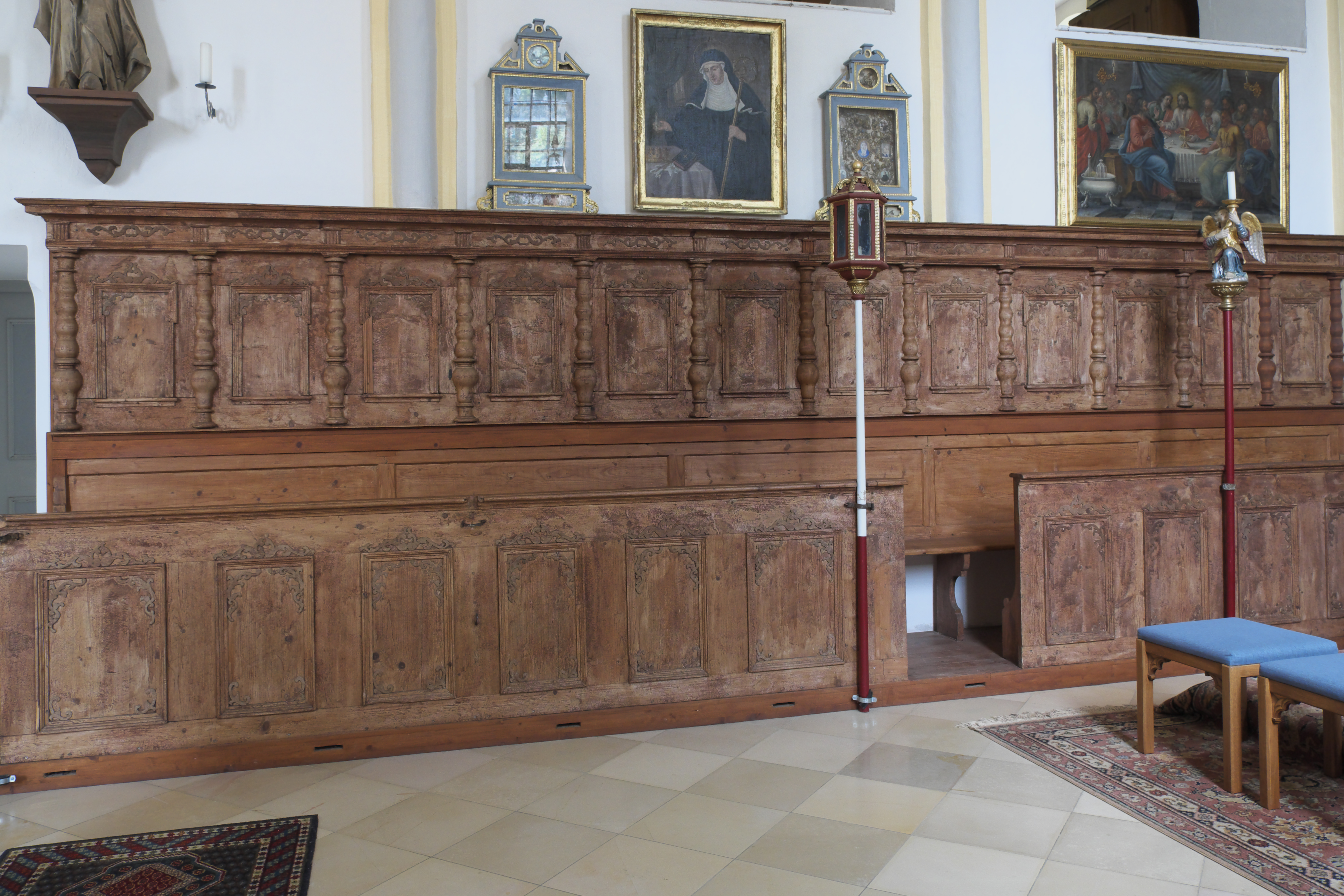
Chorgestühl

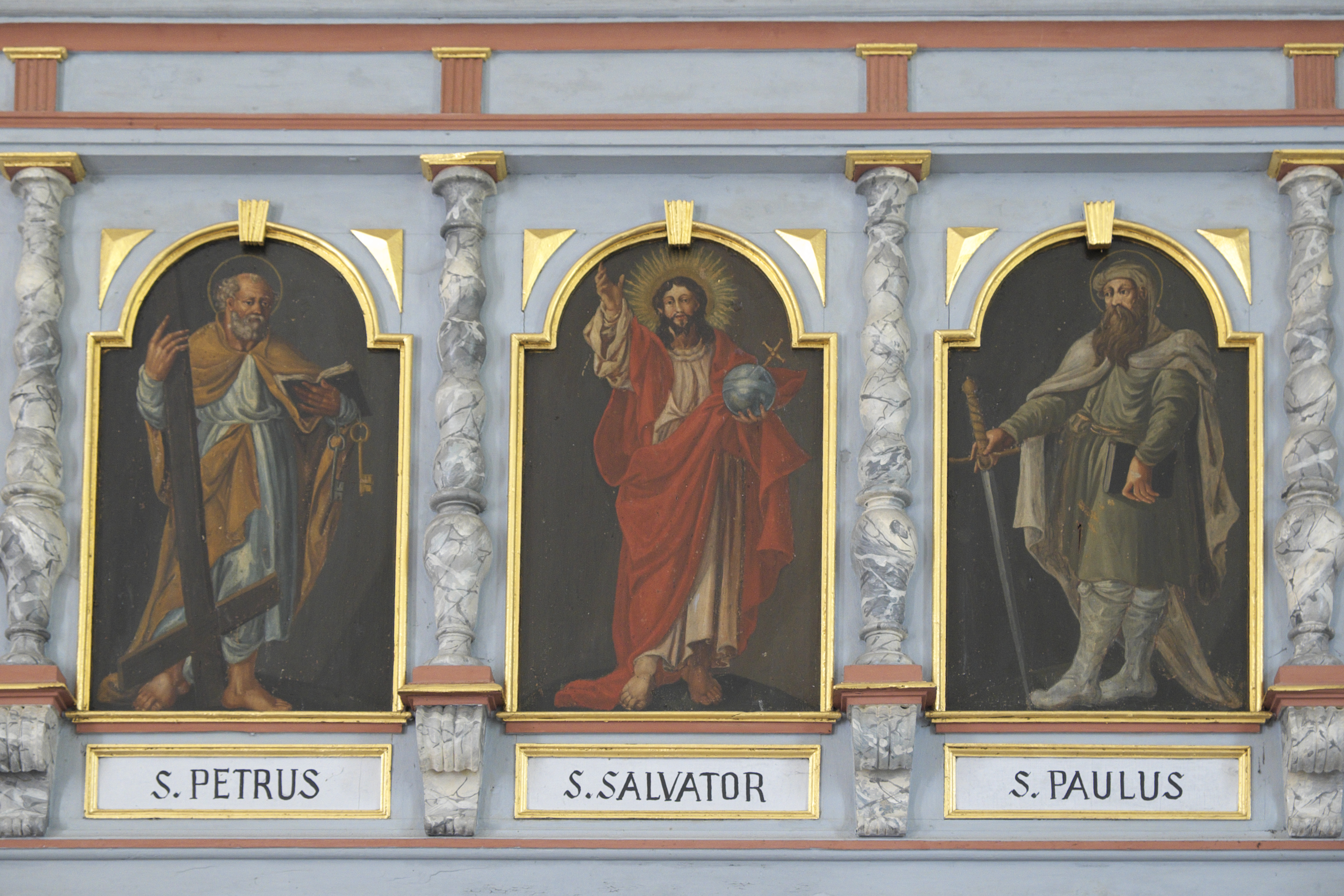
Emporenbilder

- Die beiden Schnitzfiguren der Apostel Petrus und Paulus an den Seitenwänden im Chor stammen noch vom ehemaligen barocken Hochaltar von 1687/88. Die Hände und die Attribute der Heiligen sind nicht mehr erhalten.
- Der in Form eines römischen Triumphbogens errichtete viersäulige Hochaltar aus der Zeit um 1801/02 steht am Übergang vom Rokoko zum frühen Klassizismus. Er wurde entworfen und ausgeführt von dem Bildhauer Franz Jakob Schwanthaler, dem Vater von Ludwig Schwanthaler, dem Schöpfer der Bavaria. Seitlich stehen – in weißer Fassung – die lebensgroßen Figuren der Apostel Petrus und Paulus, im Auszug ist Gottvater – ebenfalls in Weiß gefasst – dargestellt. Das Altarblatt von 1845 stellt die auf Wolken thronende Muttergottes dar.
- Die beiden Seitenaltäre gehen ebenfalls auf Entwürfe von Franz Jakob Schwanthaler zurück. Das Altarblatt des nördlichen Altars mit der Darstellung des heiligen Sebastian wurde 1872 von dem Münchener Maler Georg Lacher im Stil der Spätnazarener geschaffen. Das Altarblatt des südlichen Altars wurde 1831 von Franz Xaver Kleiber ausgeführt und stellt die Unterweisung Mariens dar.
- Das Chorgestühl wurde im 17. Jahrhundert angefertigt.
- Die figurenlose Barockkanzel stammt aus dem Jahr 1697.
- Das der Kanzel gegenüber hängende Kruzifix mit schmerzhafter Muttergottes aus der ersten Hälfte des 18. Jahrhunderts wurde ehemals als Gnadenbild verehrt.
- Die Orgelempore ist mit barocken Gemälden der zwölf Apostel und des Salvator mundi versehen.
- In die Mauer eingelassene Gedenksteine für Maria Johanna von Huefnagl († 1745) und Franz Seraph von Schab († 1795) erinnern an die ehemaligen Hofmarks- und Patronatsherren.

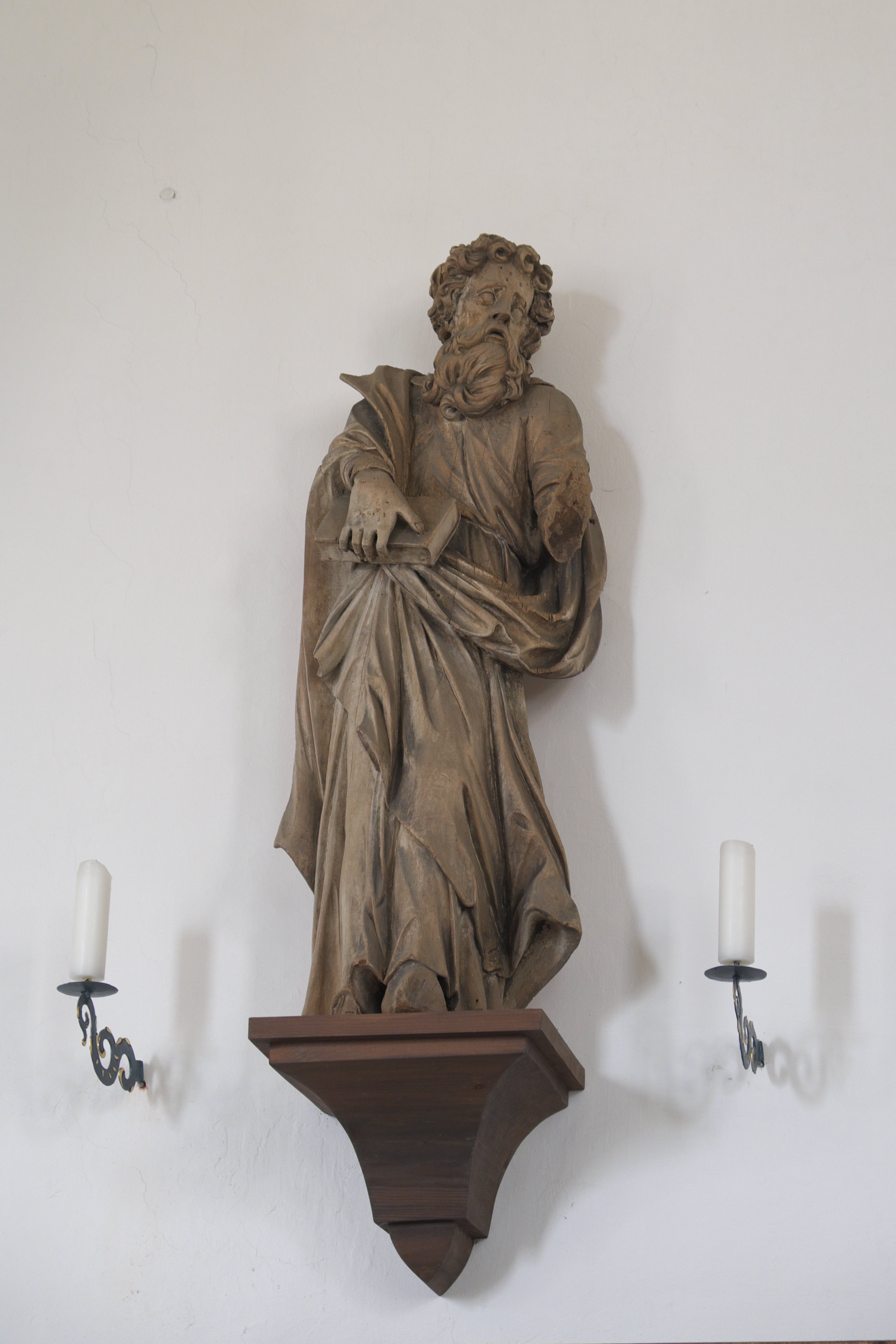
Apostel Petrus des ehemaligen Hochaltars
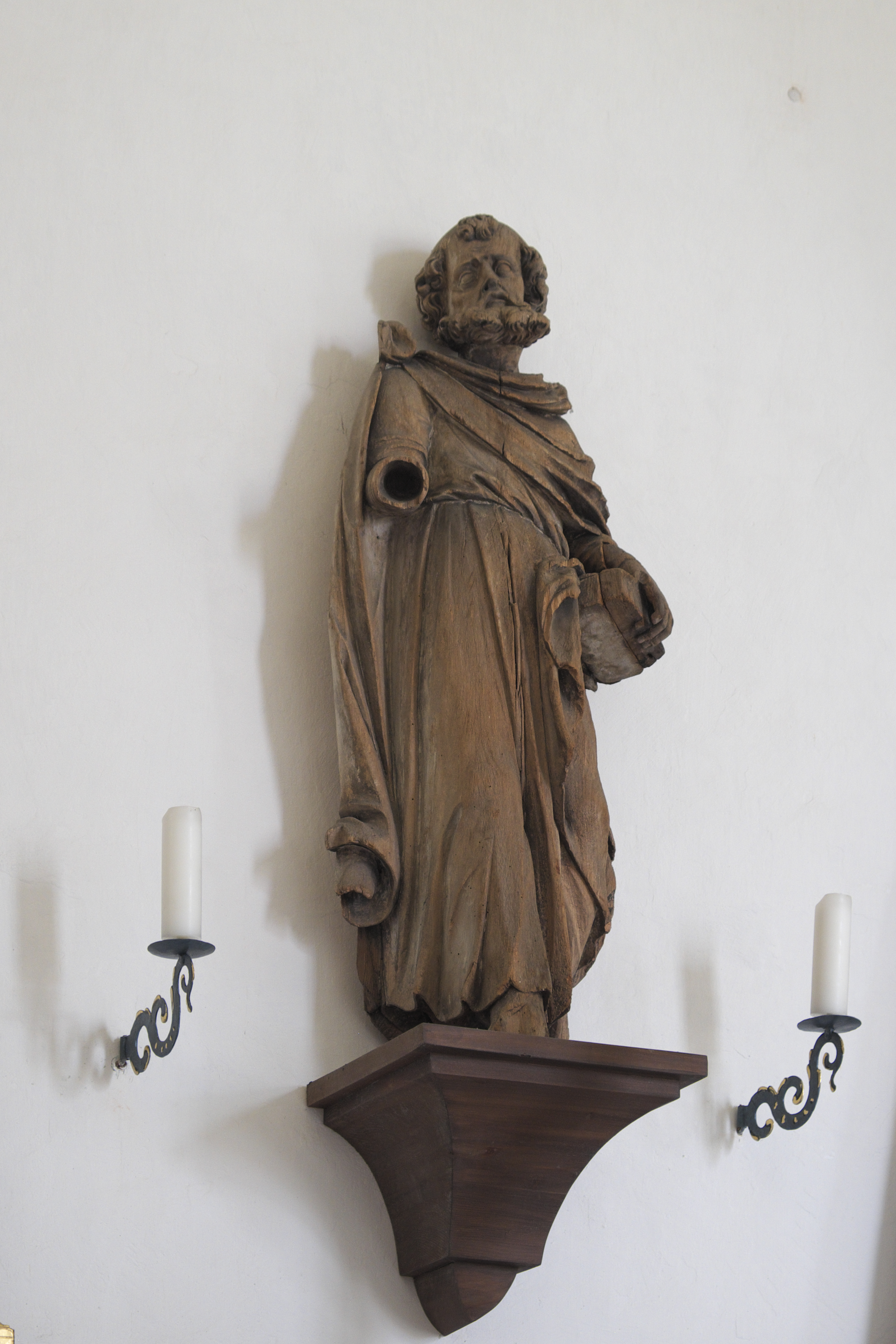
Apostel Paulus des ehemaligen Hochaltars
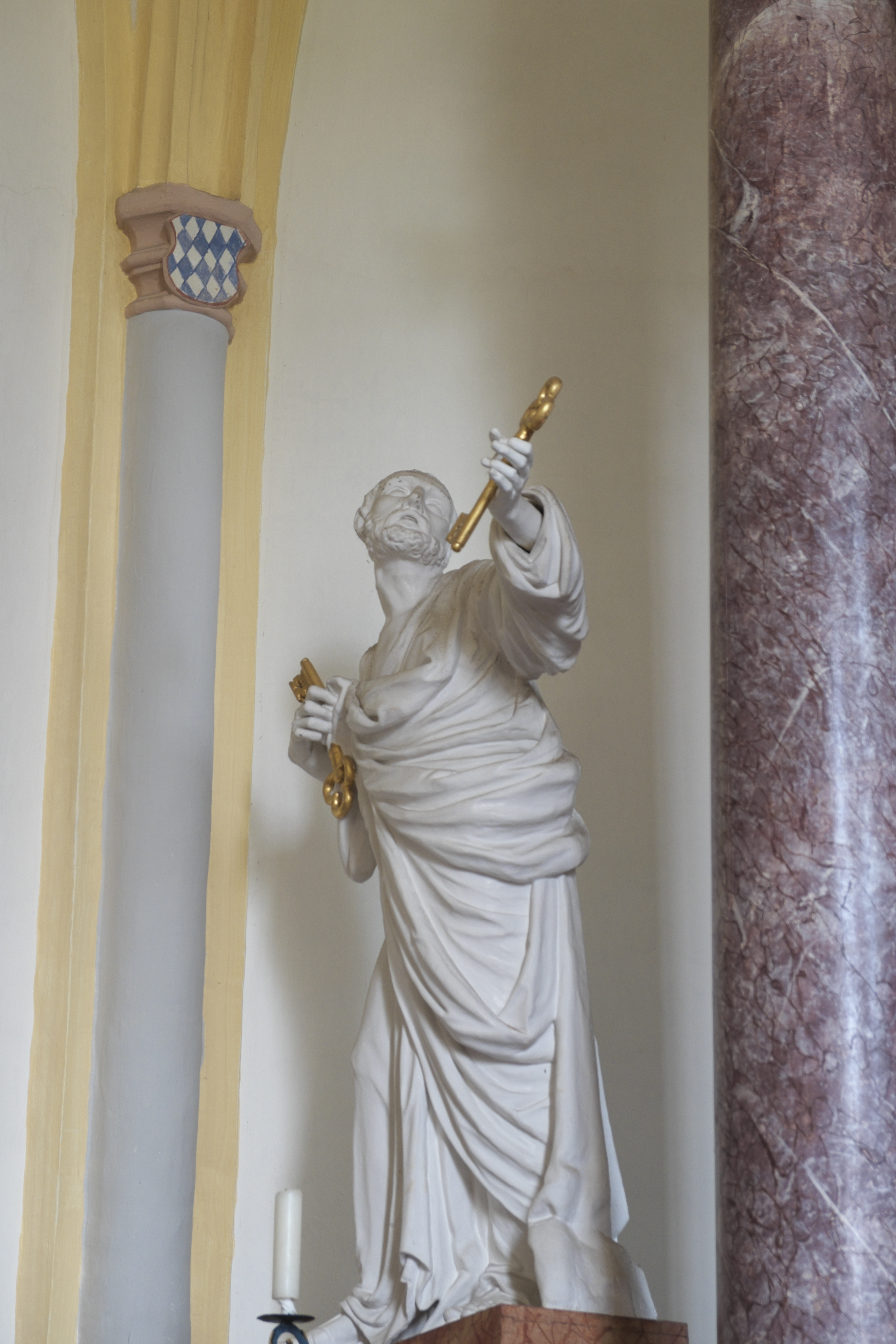
Apostel Petrus am Hochaltar
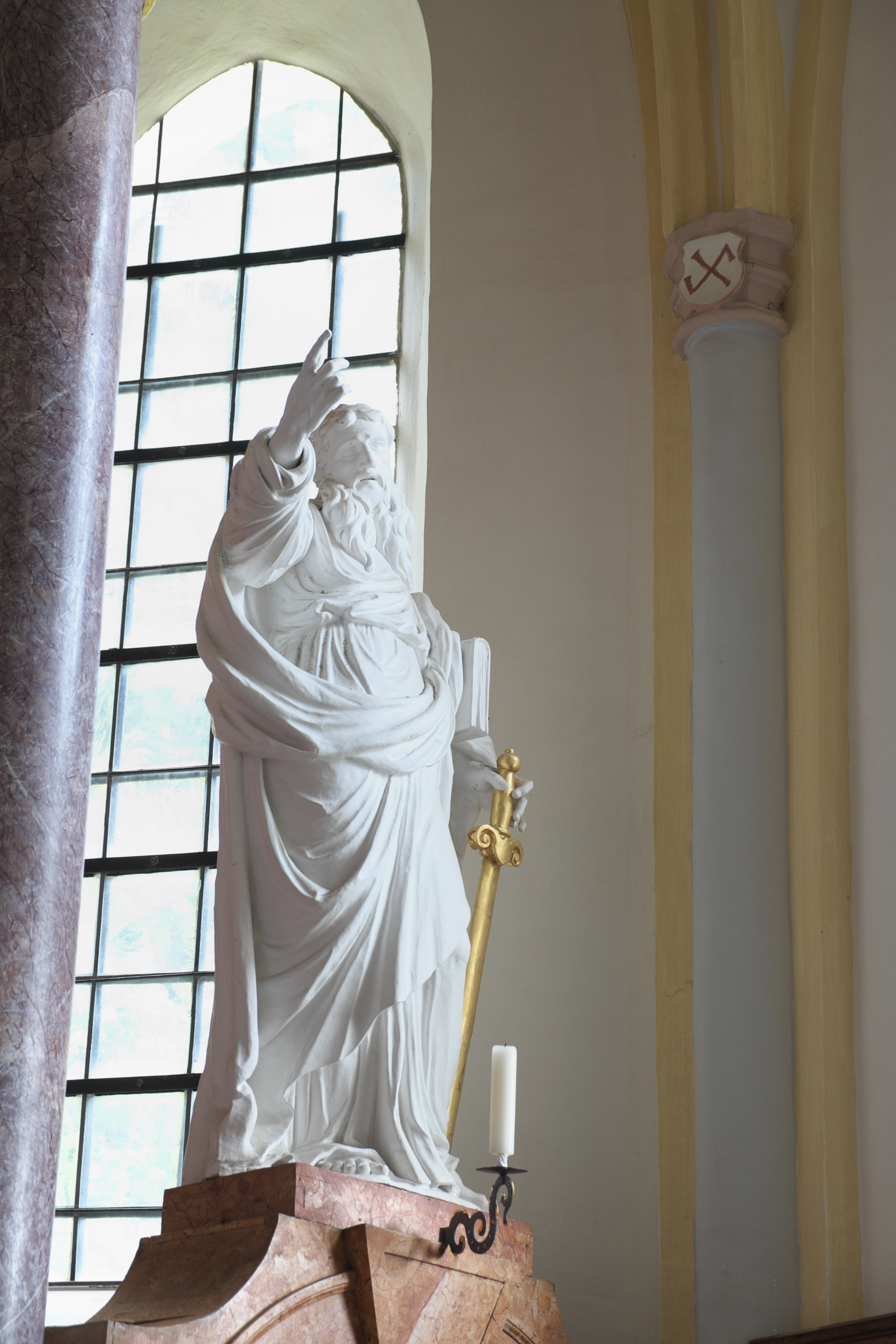
Apostel Paulus am Hochaltar